# أساطير الإغريق

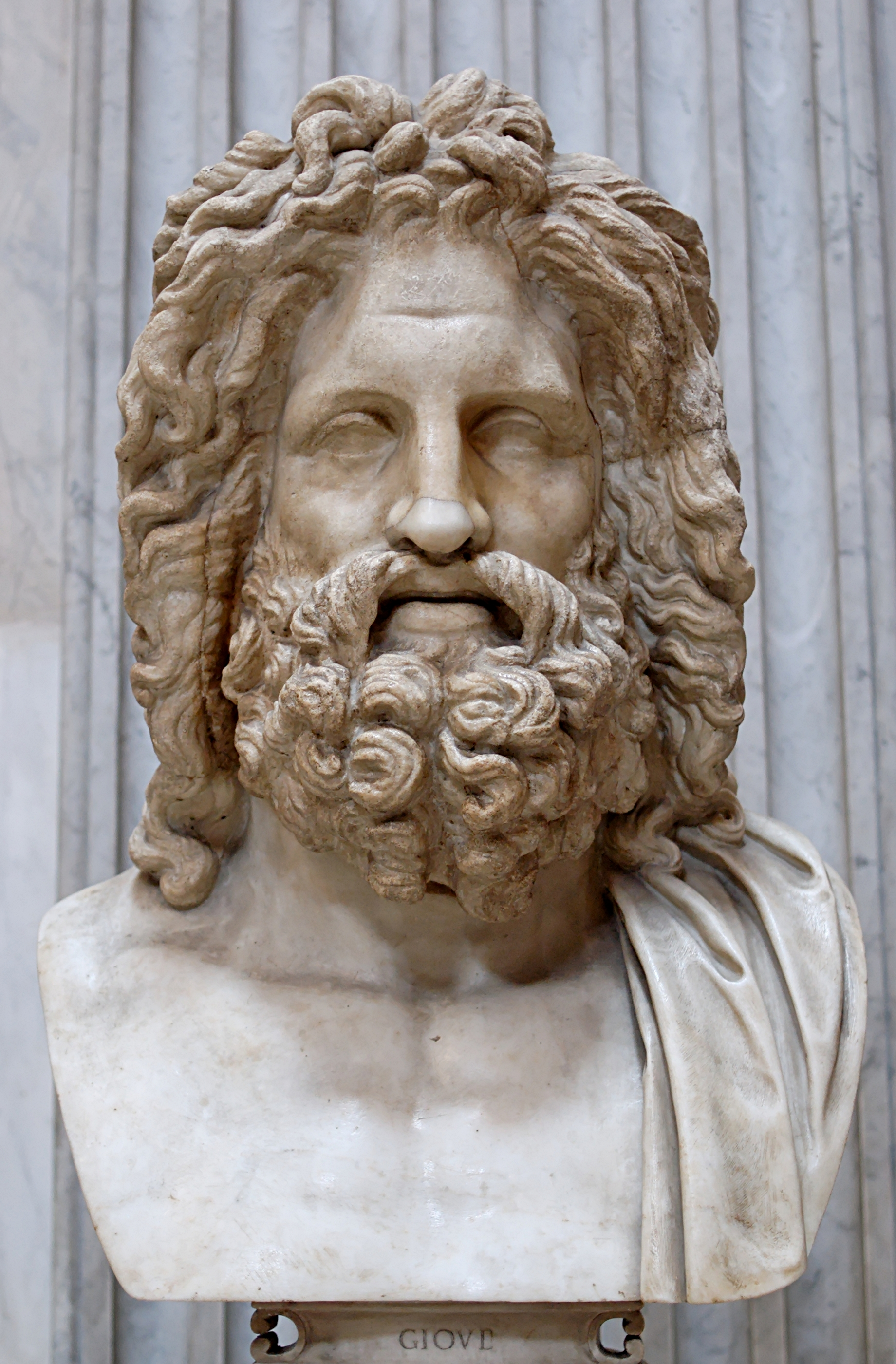
تمثال زيوس المعروض في أحد متاحف الفاتيكان.

الأساطير الإغريقية (باليونانية: Ελληνική μυθολογία) هي مجموعة الأساطير والخرافات التي آمن بها اليونانيون القدماء، والمهتمة بآلهتهم، وشخصياتهم الأسطورية الأخرى، وطبيعة العالم، وتعدّ أساس ممارساتهم الدينية والطقوسية. كانت الميثولوجيا جزءاً من الدين في اليونان القديمة، وجزءاً من الدين في اليونان المعاصرة، كما أصبح يمارسها اليوم بعض الأشخاص خارج اليونان. يهتم العلماء المعاصرون بدراسة هذه الأساطير لفهم الحياة الدينية والسياسية في اليونان القديمة إضافة إلى معرفة نشأة هذه الأساطير بحد ذاتها.
تتجسد الميثولوجيا اليونانية في مجموعة كبيرة من الروايات، وفي الفنون اليونانية المتنوعة، مثل الرسم على الفخار. تحاول هذه الأساطير معرفة نشأة العالم، وتتبع حياة الآلهة والأبطال والمخلوقات الخرافية. انتشرت هذه الميثولوجيا في البداية عن طريق تاريخ شفهي والشعر، ويمكن أن نجدها اليوم في الأدب اليوناني.
تعدّ ملاحم هوميروس من أقدم ما وجد من الشعر اليوناني، المتمثلة في الإلياذة والأوديسة، والتي تركز على حصار طروادة. تضم القصيدتان اللّتان ألفهما هسيود، ثيوغوني والأعمال والأيام تفاصيلَ خلق العالم، وتعاقب حكام العالم من الآلهة، وتعاقب العصور البشرية، ونشأة ممارسات الأضحية. كما تضم ترانيم هوميروس بعض الأساطير، وكتب بعض الفنانون التراجيديون في العصر الخامس قبل الميلاد قصص آلهتهم المعبودة. كما يوجد آثار من الميثولوجيا في كتابات بعض العلماء والشعراء من الحضارة الهلنستية وآخرون من الإمبراطورية الرومانية.
وفرت الاكتشافات الأثرية مصدراً أساسياً لتفاصيل الميثولوجيا الإغريقية، حيث احتلت الآلهة والأبطال مكاناً بارزاً في زخرفة القطع الأثرية. كما يمكن أن نجد على الفخار الذي يعود عمره إلى القرن الثامن قبل الميلاد، رسوماً هندسية تمثل حصار طروادة ومغامرات هيراكليس. غذت ملاحم هوميروس وغيرها من القصص الميثولوجية الأخرى الأدب في مراحل اليونان القديمة والكلاسيكية والهلنستية.
أثرت الميثولوجيا الإغريقية تأثيراً كبيراً على ثقافة وفنون وآداب الحضارة الغربية، وتبقى جزءاً من التراث الغربي. ما زال الكثير من الشعراء والفنانين يستلهمون من الميثولوجيا الإغريقية.

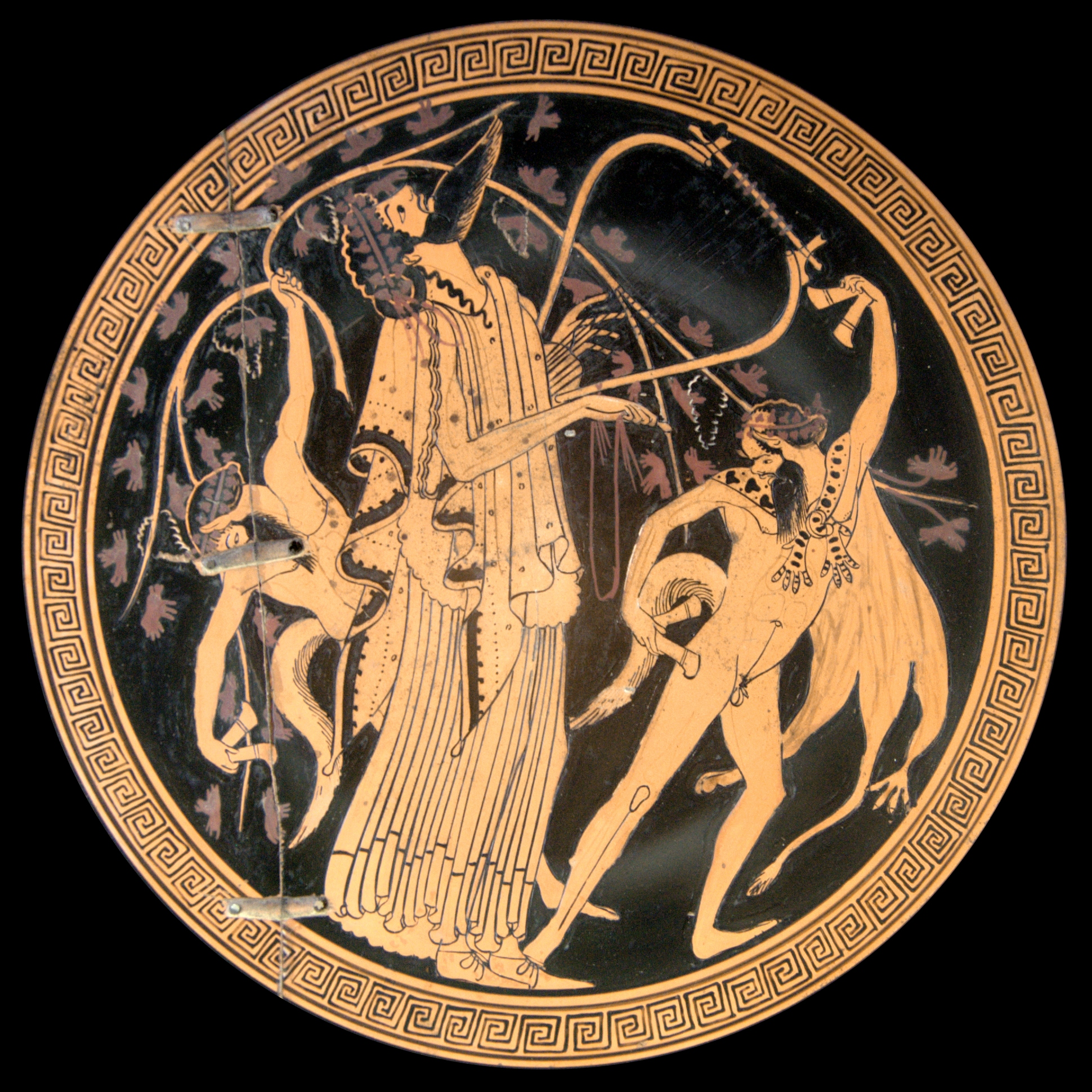
ديونيسوس ومجموعة من الساتير على مزهرية، منذ عام 480 قبل الميلاد.

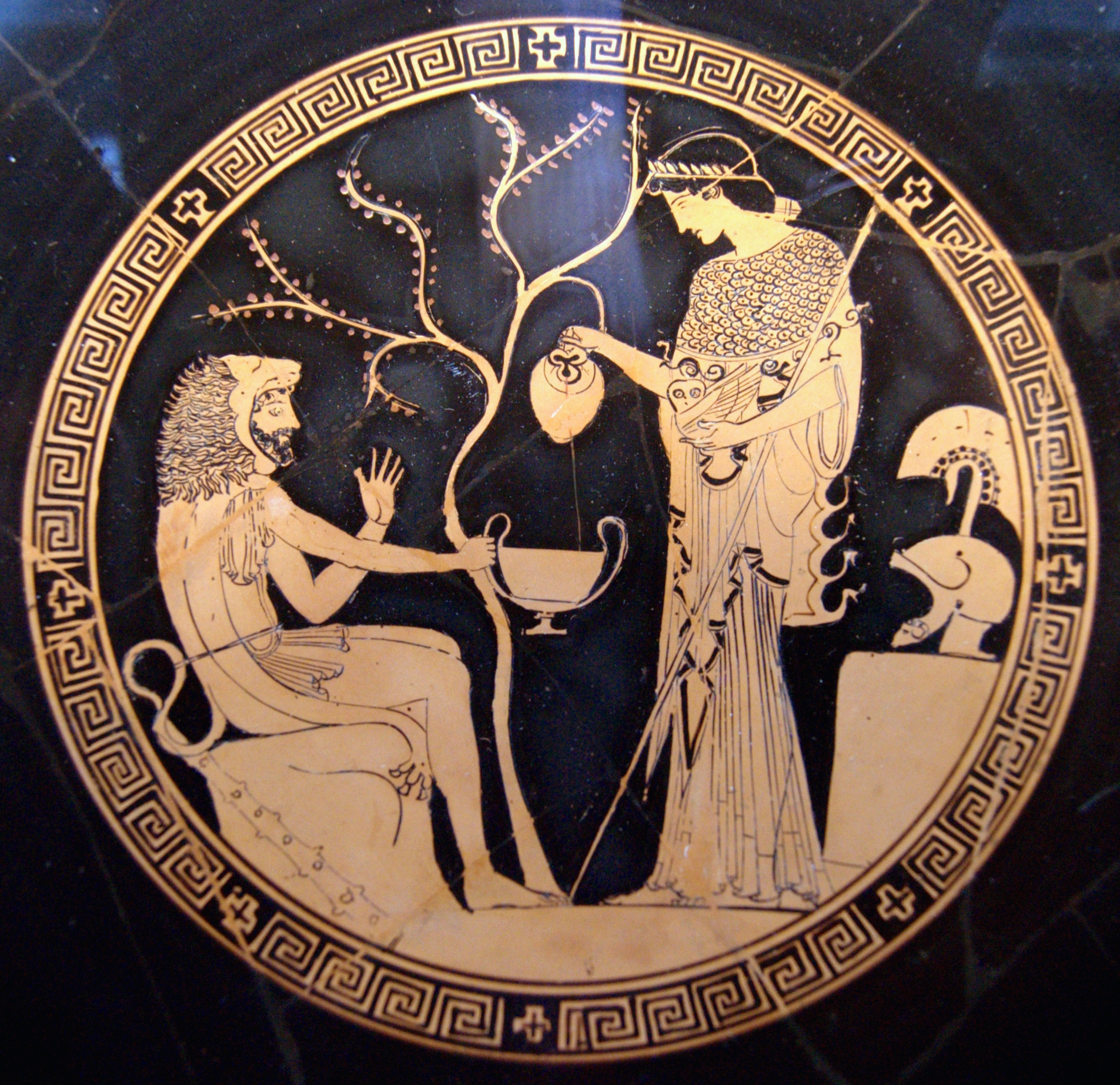
هرقل وآثينا، مرسومان على قطعة خزف، منذ عام 470 - 480 قبل الميلاد.

## أصل التسمية
تعني كلمة ميثولوجيا أساساً أي قصة مقدسة أو تراثية، سواء كانت صحيحة أم خاطئة. القسم -لوجيا يأتي من الجذر اليوناني -λογία، ومعناها حقل دراسة حول مسألة ما. فالمصطلح «ميثولوجيا إغريقية» معناه دراسة الأساطير والقصص التراثية اليونانية، التي تشكل جزءاً من ثقافة وحضارة اليونان القديمة. يقول البروفسور والكاتب البرتغالي كارلوس سيا:«للمصطلح معنيان، أولهما مجموعة الأساطير والكتابات الميثولوجية المتعلقة بكائنات فوق الطبيعة، والبشر الكاملين، وثانيهما، دراسة وتفسير هذه الأساطير.»
يعدّ المصطلح حديثا، نظراً لاعتبار الإغريق والرومان معتقداتهم «دين»، وليس كأساطير، وهي الحال نفسها مع الوثنيين الهلنستيين الجدد.

### المصادر الأدبية

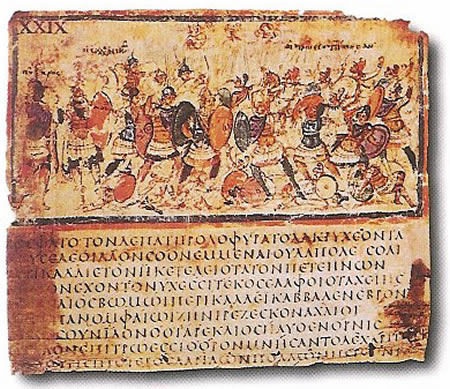
الإلياذة، الكتاب الثامن، الأسطر 245-253، مخطوطة يونانية من أواخر القرن الخامس، أو أوائل القرن السادس.

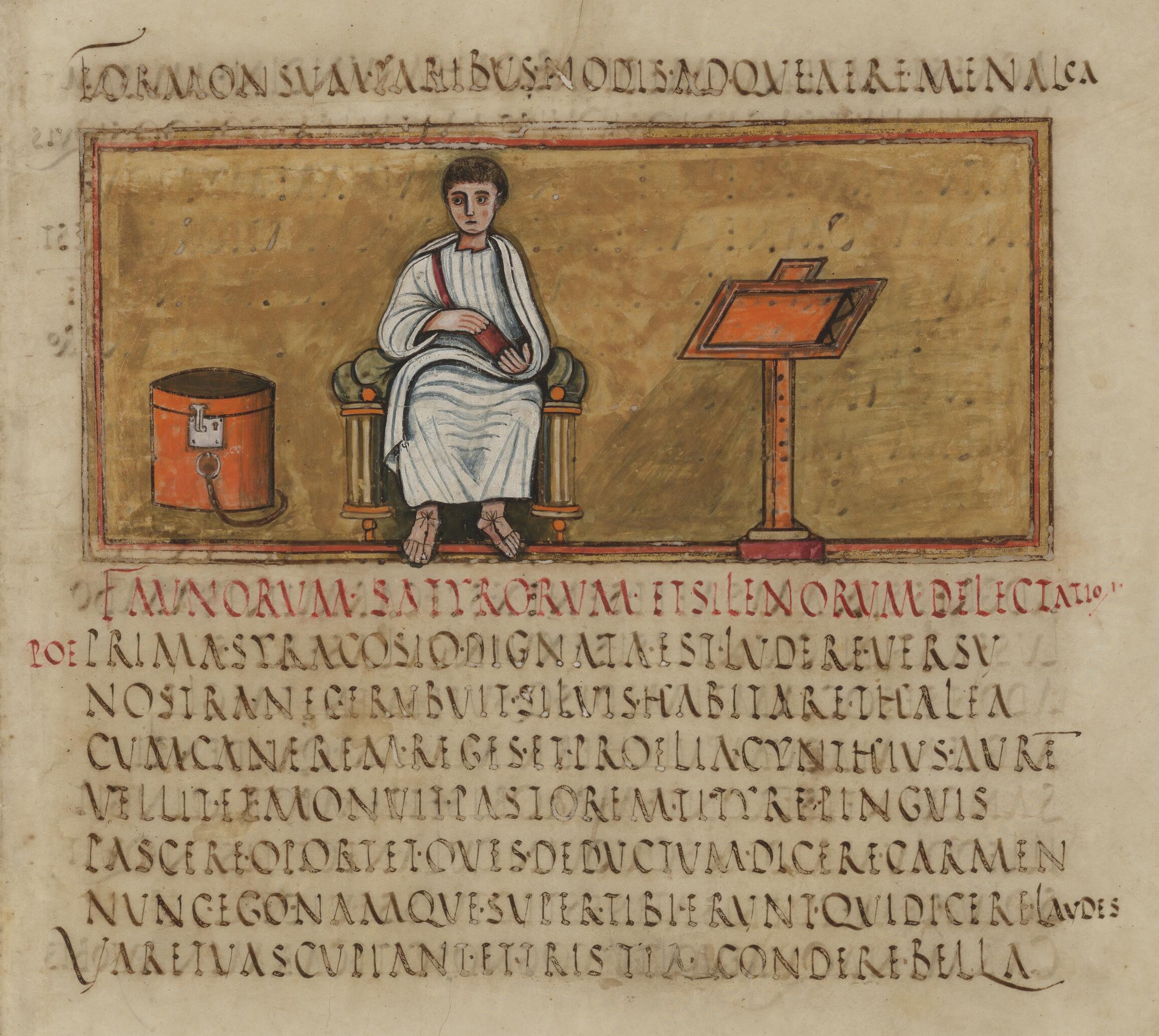
الشاعر الروماني ورغيليوس، مرسوم في مخطوطة ورغيليوس رومانوس من القرن الخامس عشر. وفرت المخطوطة مصدراً للميثولوجيا الإغريقية.

### المصادر الأثرية

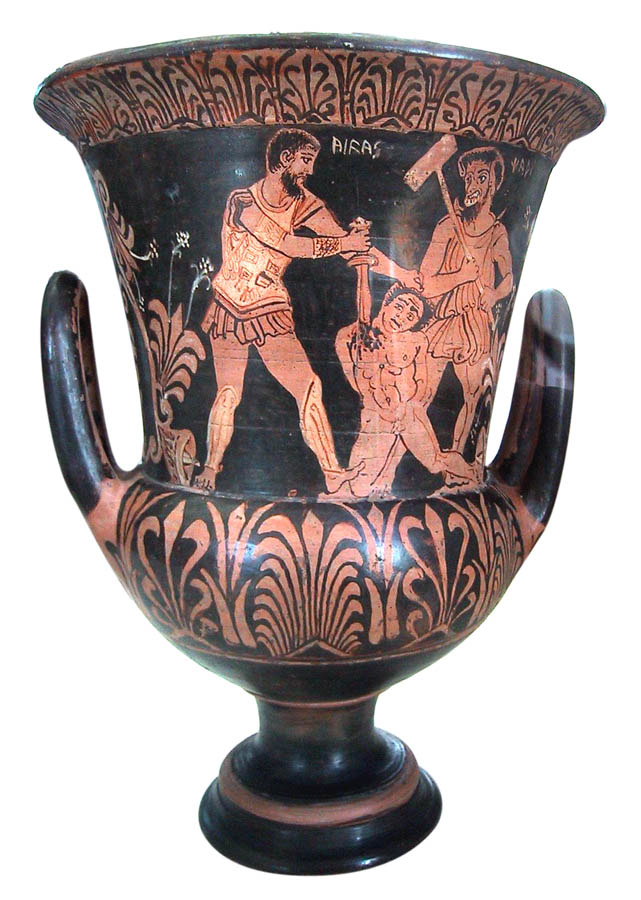
أخيل (على اليسار) يقتل سجيناً من طروادة أمام خارون، فخار من إتروسكان، من أواخر القرن الرابع أو أوائل القرن الثالث ق.م.

## التاريخ الميثولوجي

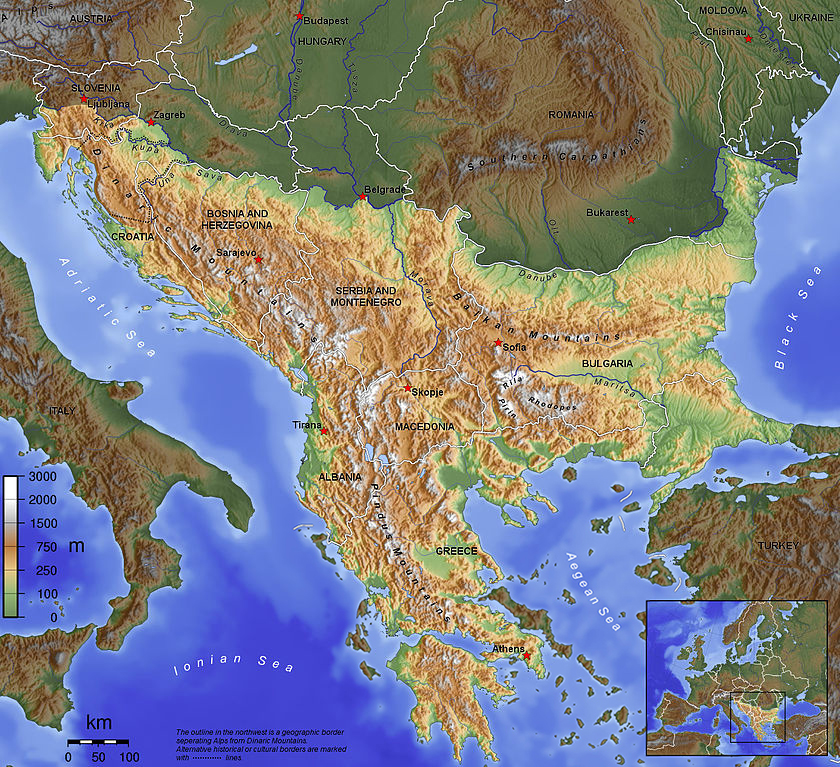
خريطة طوبوغرافية لشبه جزيرة البلقان.

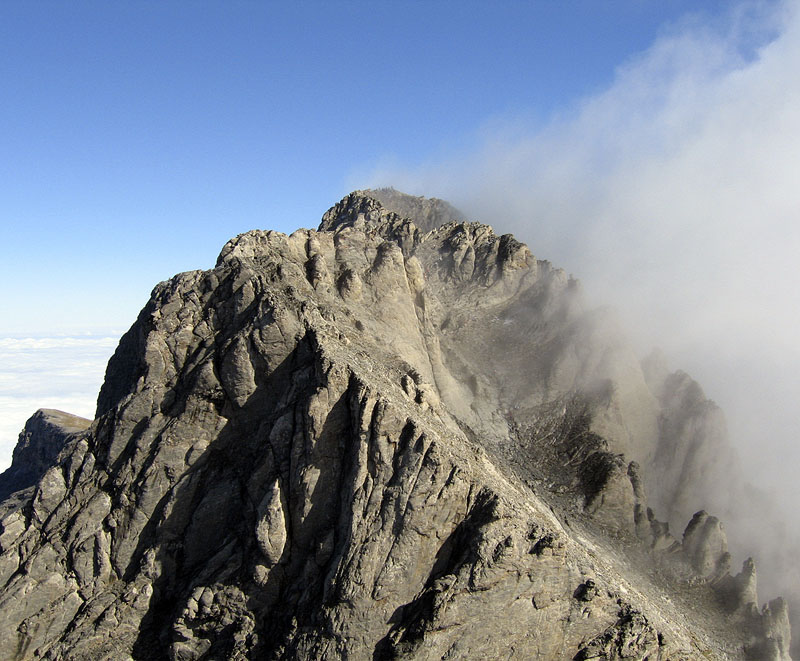
جبل أوليمبوس، أعلى جبل في اليونان. كان الإغريق ينظرون إليه موطناً للأولمبيين الاثنا عشر.

#### نشأة الكون

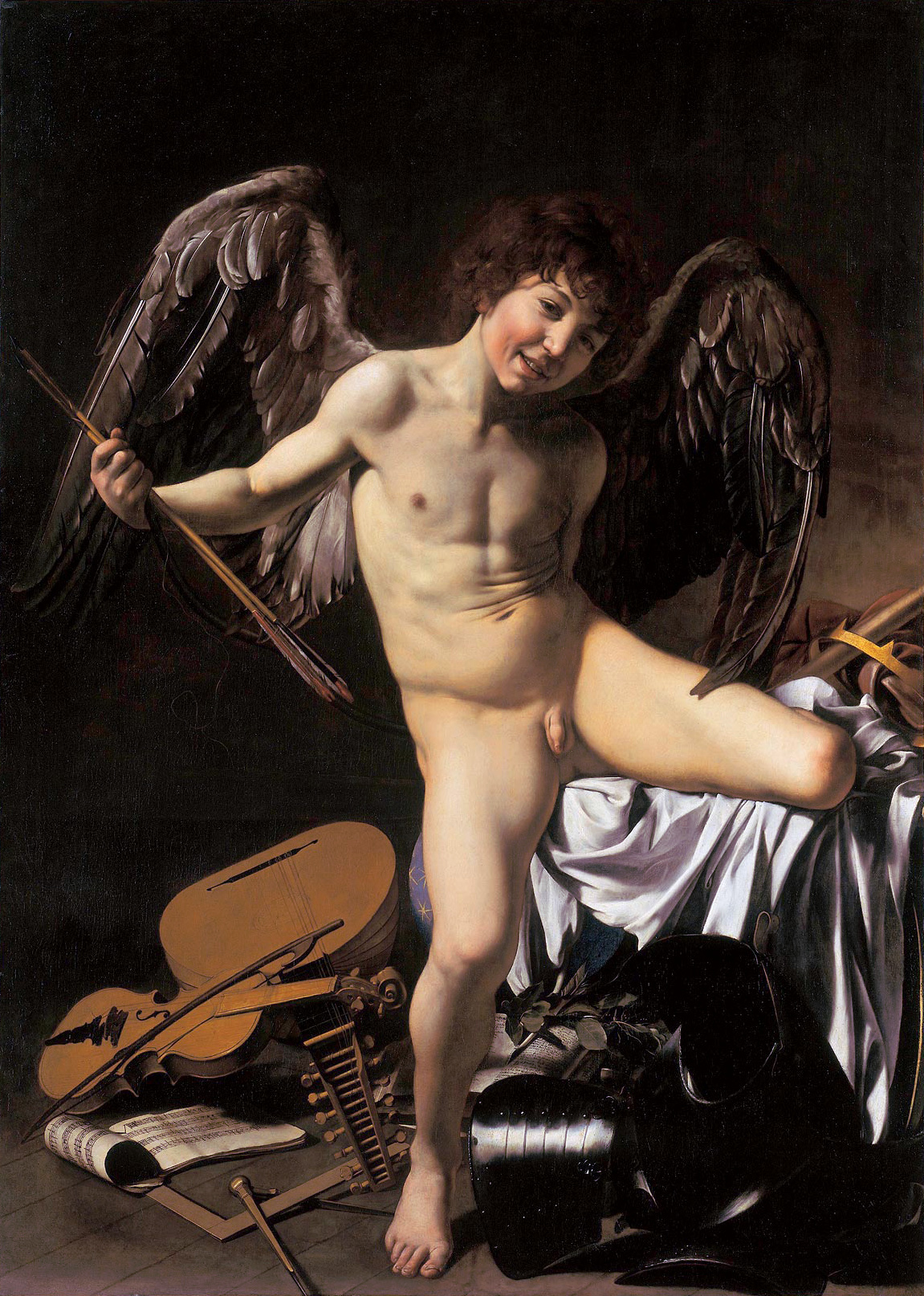
الحب منتصر، لوحة تمثل الإله إيروس، لكارافاجيو.

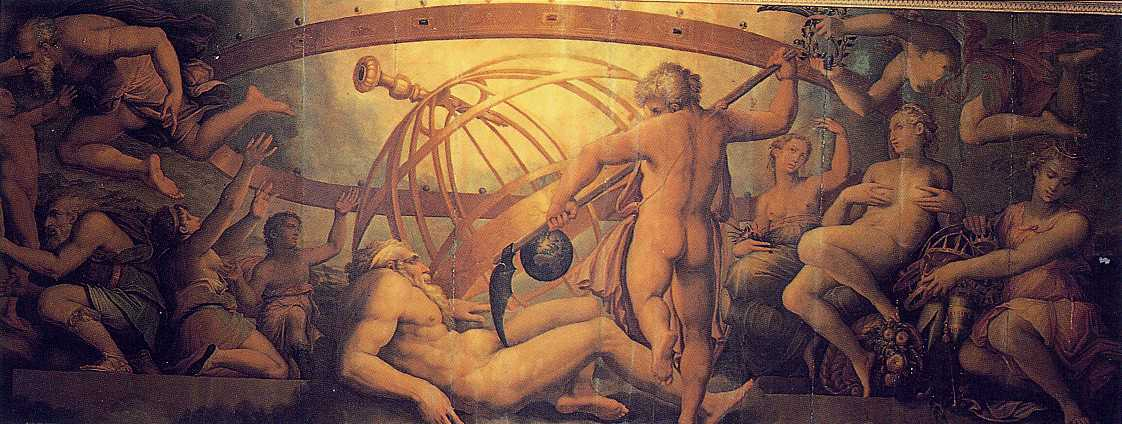
كرونوس يشوه أورانوس، لجورجو فازاري، من القرن السادس عشر، موجودة الآن في قصر فيكيو، فلورنسا.

#### الآلهة الإغريقية

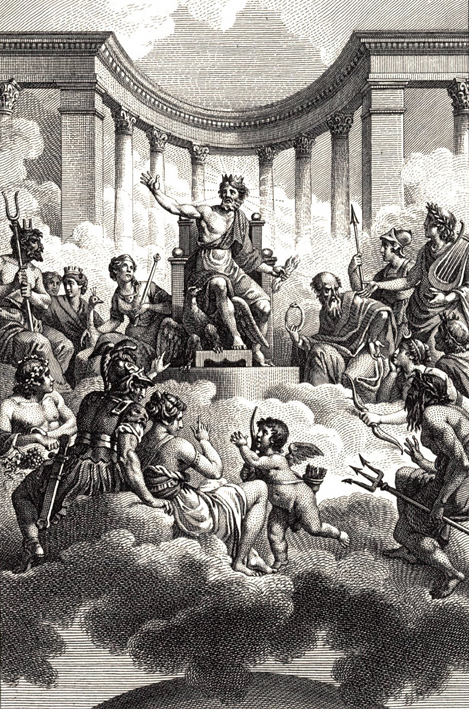
الأولمبيون الإثنى عشر (زيوس جالس على العرش).

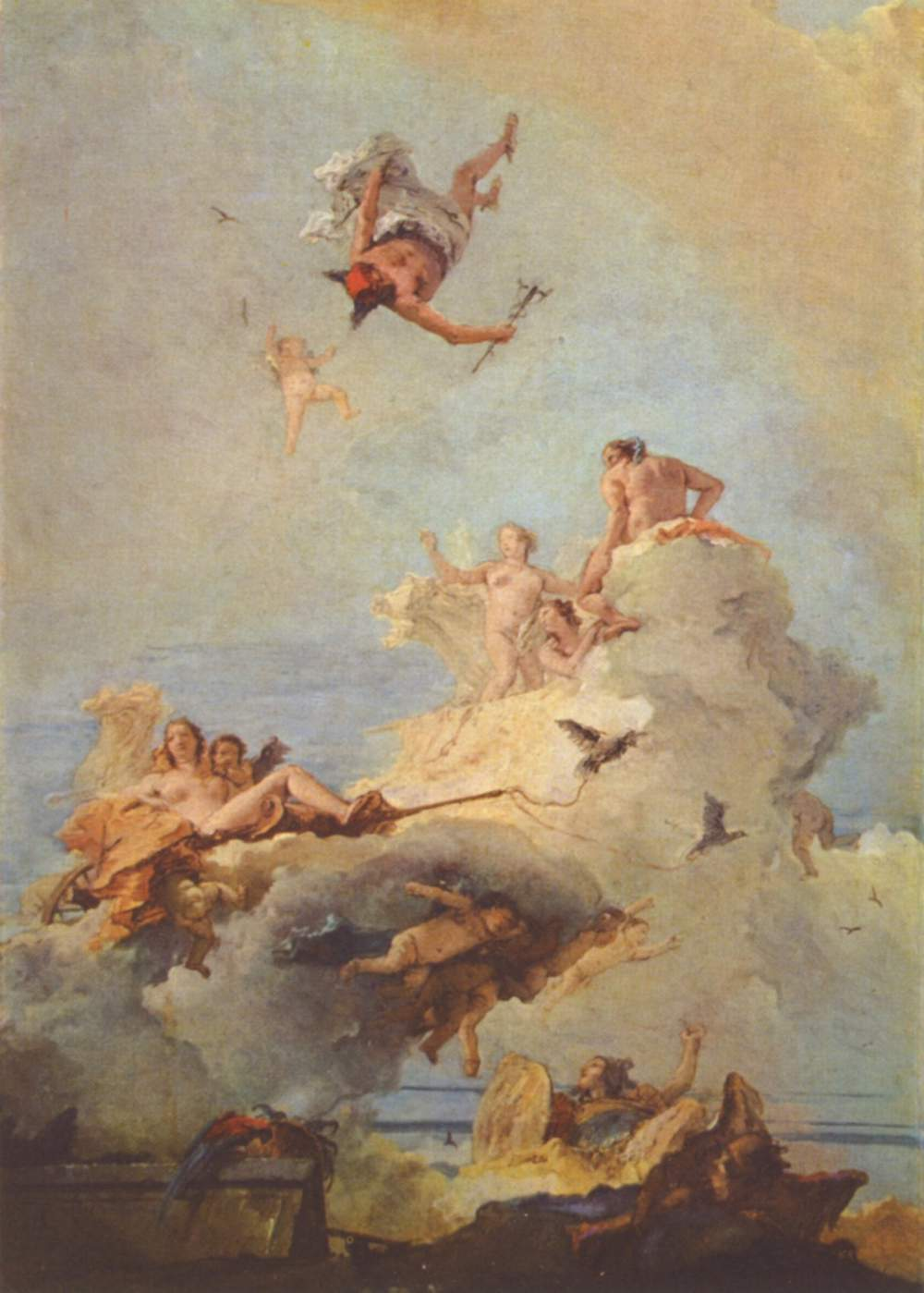
أوليمبوس (القرن الثامن عشر)، رسمها جامباتيستا تييبولو (متحف برادو، مدريد).

### عصر الآلهة والبشر

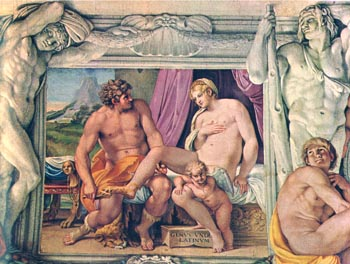
أفروديتو أنخيسيس، رسمها أنيبالي كاراتشي.

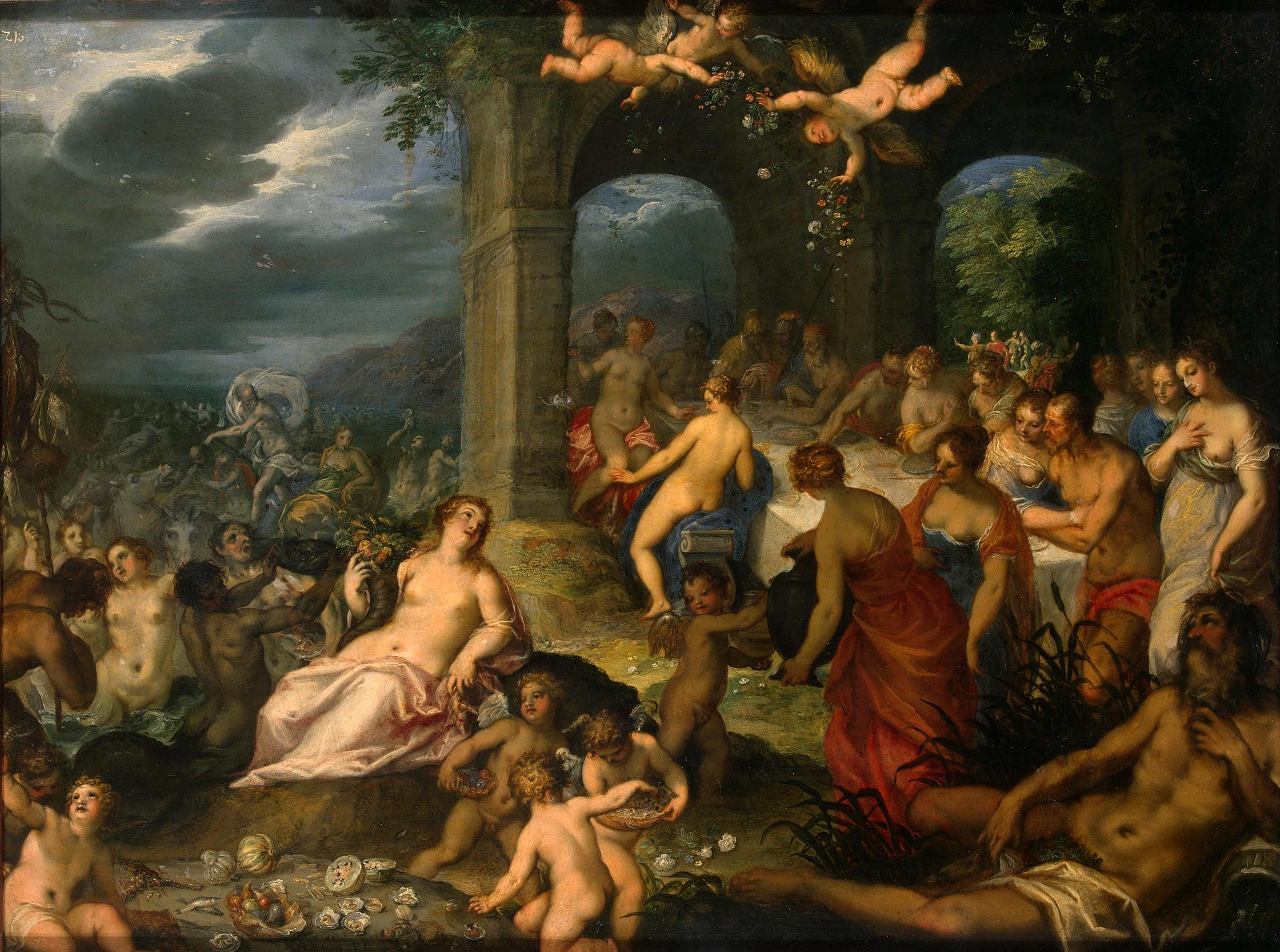
زواج بيليوس وثيتيس، رسمها هانز روتنهامر.

#### بحارو الأرغو

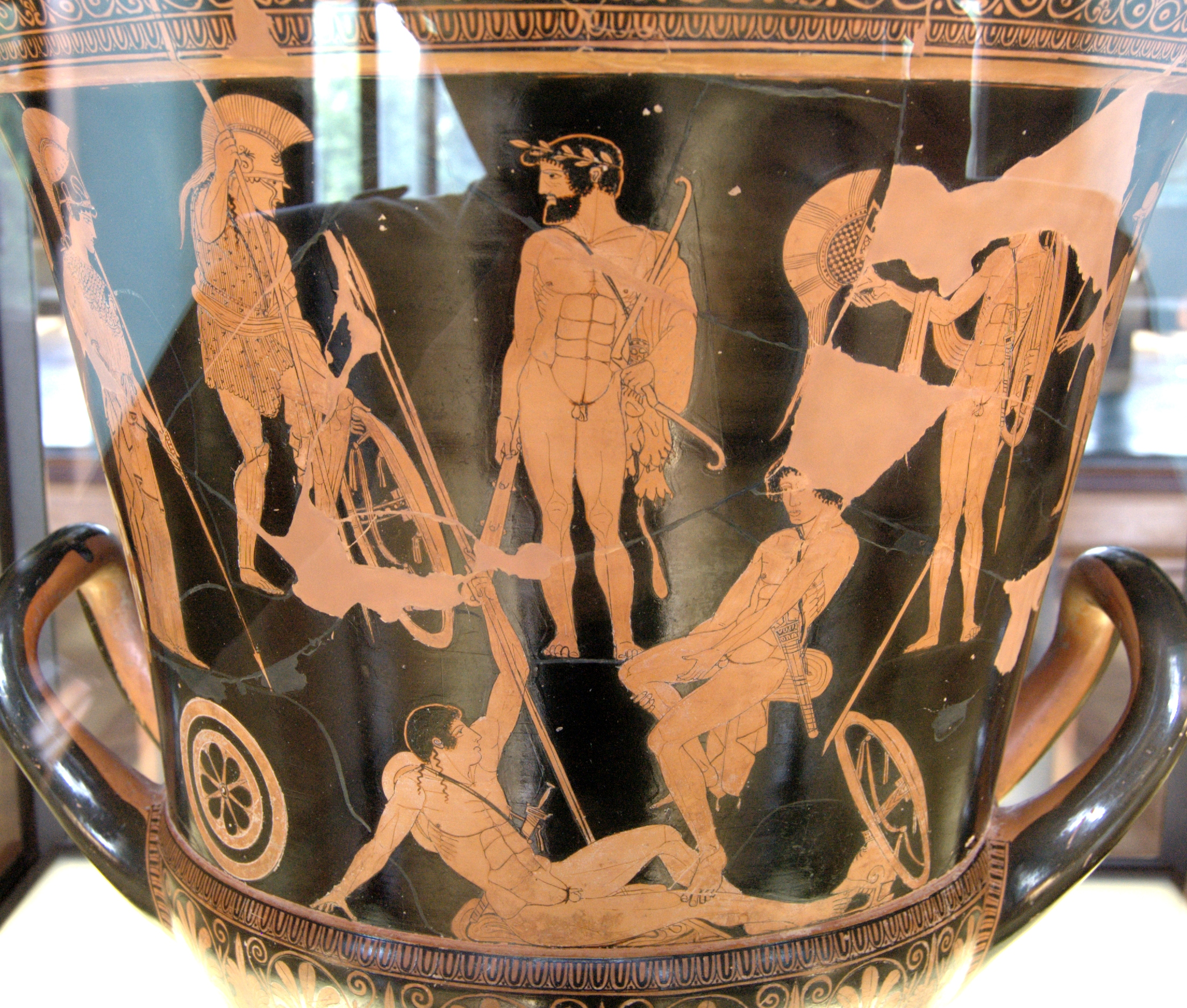
اجتماع الأرغوناوتس، قطعة خزف من أتيكا، من حوالي 450-460 قبل الميلاد، اللوفر.

#### منزل أتريوس وملاحم ثيفا

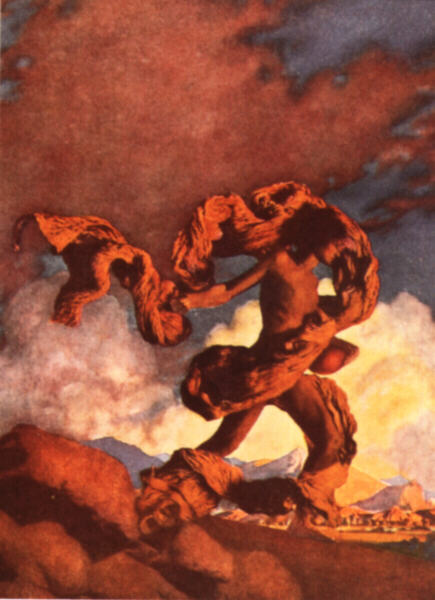
قدموس يزرع أسنان التنانين، رسمهاماكسفيلد باريش، 1908.

#### حرب طروادة

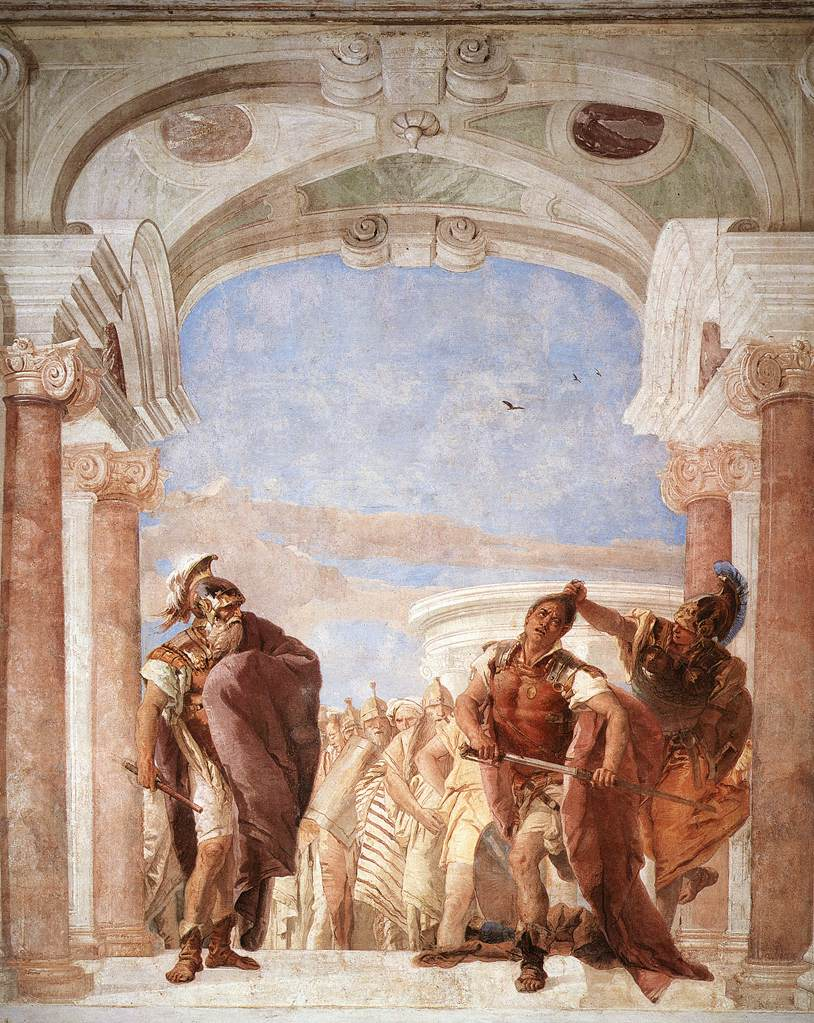
في غضب آخيل لجامباتيستا تييبولو (1757، تصوير جصي، 300×300 سم، فيلا فالمارانا، فيتشنزا). يغضب آخيل بسبب تهديد أجاممنون بالاستيلاء على غنيمة آخيل، برسييس، ويسحب سيفه لقتل أجاممنون، قبل الظهور المفاجئ للإلهة آثينا، التي تمسك آخيل من شعره لتمنع قتل أجاممنون.

### الفلسفة والميثولوجيا

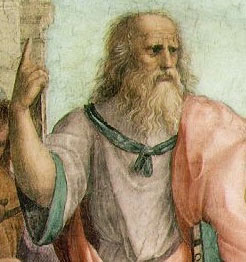
رسمة رفائيل لأفلاطون، ضمن تصوير جصي سميت بمدرسة أثينا (ربما حاول رفائيل تشبيهه بليوناردو دافنشي). هاجم الفيلسوف دراسة هوميروس والتراجيديات في كتابه الجمهورية.